# Romuald Biernacki
Romuald Biernacki (ur. 6 grudnia 1919 w Sutysce, zm. 10 października 2008 w Lesznie) – polski filatelista.

## Życiorys
Po ukończeniu szkoły średniej w Sieradzu został powołany do wojska w 1939. W 1945 zamieszkał w Lesznie. 21 sierpnia 1953 zapisał się do koła Polskiego Związku Filatelistycznego w Lesznie. Był tam sekretarzem i skarbnikiem. Był uczestnikiem I Zjazdu Zbieraczy Znaczków Pocztowych o Tematyce Religijnej w Górce Duchownej (1957), na którym założono Stowarzyszenie Filatelistów Polskich p.w. Archanioła Gabriela. Stworzył wówczas pierwszy polski znak pocztowy ilustrujący historię ruchu filatelistycznego jednoczącego zbieraczy motywów religijnych. Projektował m.in. nalepki pamiątkowe na koperty i karty pocztowe. Był autorem wydawnictw upamiętniających rocznice powstań narodowych, jubileusze leszczyńskie, katalogi i dyplomy. Za zasługi dla Klubu p.w. Archanioła Gabriela otrzymał tytuł członka honorowego tego klubu w 1992. Zarząd Główny Polskiego Związku Filatelistów odznaczył go Złotą Odznaką Honorową PZF oraz Złotą Odznaką "Za Zasługi dla Polskiej Filatelistyki" (2000).